# Polimastia
La polimastia es la existencia de más mamas de lo habitual en los mamíferos. Se dan casos esporádicos en los seres humanos.
Cada mama "de más" se denomina "mama supernumeraria" y tiene una situación anormal, aunque casi siempre se localiza dentro de una línea imaginaria situada a cada lado del cuerpo humano, desde el vértice de la axila hasta la cara lateral del labio mayor de la vulva (base del escroto en el varón) del mismo lado. La presencia de pezones supernumerarios se conoce como politelia.
- Datos: Q2701591
- Multimedia: Accessory breasts / Q2701591